# میخ‌لی‌قواق
میخ‌لی‌قواق (به لاتین: Mıxlıqovaq) یک منطقه مسکونی در جمهوری آذربایجان است که در شهرستان قبله واقع شده است. میخ‌لی‌قواق ۳۷۸۸ نفر جمعیت دارد. این روستا با عسل مرغوبش شناخته می‌شود.